# Liu Changchun
Liu Changchun (Liaoning, 25 oktober 1909 – Dalian, 25 maart 1983) was een Chinese sprinter. Hij was de eerste Chinees uit het toenmalige Republiek China, die aan de Olympische Spelen deelnam.
Op de Olympische Spelen van 1932 in Los Angeles werd hij op zowel de 100 m als de 200 m uitgeschakeld in de voorrondes.
Later gaf hij les aan de Technische Universiteit in Dalian.
In 2000 nam de zoon van Liu Changchun, Liu Hongliang 刘鸿亮/劉鴻亮 deel aan de olympische fakkeltocht.

## Titels
- Chinees kampioen 100 m - 1930, 1933, 1935
- Chinees kampioen 200 m - 1930, 1933
- Chinees kampioen 400 m - 1930